# Битва на реке Воронеж
Сражение на реке Воронеж — первое столкновение русских и монголо-татарских войск в ходе нашествия на Русь Батыя и западного похода монголо-татар, произошедшее в ноябре или начале декабря 1237 года. Оно окончилось победой монголо-татарских войск во главе с Батыем и Субэдэем над объединённым войском Рязанского и Муромского княжеств под руководством Юрия Ингваревича. Битва известна по «Повести о разорении Рязани Батыем» и поздней Никоновской летописи. Некоторыми исследователями считается вымышленным сражением.

## Предыстория
Рязанское княжество стало первым на пути войск Батыя. В конце осени 1237 года его тумены расположились на южных рубежах Рязанского княжества, откуда было отправлено посольство с требованием от князя Юрия Ингваревича «десятины во всём: в людях, в князьях, в конях, во всём десятое». Князь Юрий ответил: «когда нас не будет, тогда возьмёте всё». Согласно «Повести о разорении Рязани Батыем», князь сразу послал за помощью к Юрию Всеволодовичу Владимирскому и Михаилу Всеволодовичу Черниговскому. Согласно же Новгородской летописи, послы были отправлены лишь после поражения рязанских войск на реке Воронеж. Монгольских послов Юрий Ингваревич также отправил во Владимир. Согласно «Повести…», Юрий Ингваревич отправил к Батыю ответное посольство, которое возглавил его сын Фёдор. Автор «Повести о разорении Рязани Батыем» в составе посольства упоминал «других князей и воинов лучших».
Батый принял дары послов и устроил в их честь пир, где пообещал не нападать на Рязанское княжество, но затем он потребовал от Фёдора привести ему на ложе жену Евпраксию. Получив отказ, монголы перебили посольство. Уцелел только пестун князя Фёдора Апоница, который и принёс в Рязань весть о его трагической гибели. Узнав о смерти мужа, Евпраксия вместе с грудным ребёнком Иваном бросилась с крыши терема. Согласно «Повести», тело князя Фёдора после нашествия Батыя было привезено в Зарайск, где его похоронили вместе с женой и сыном.

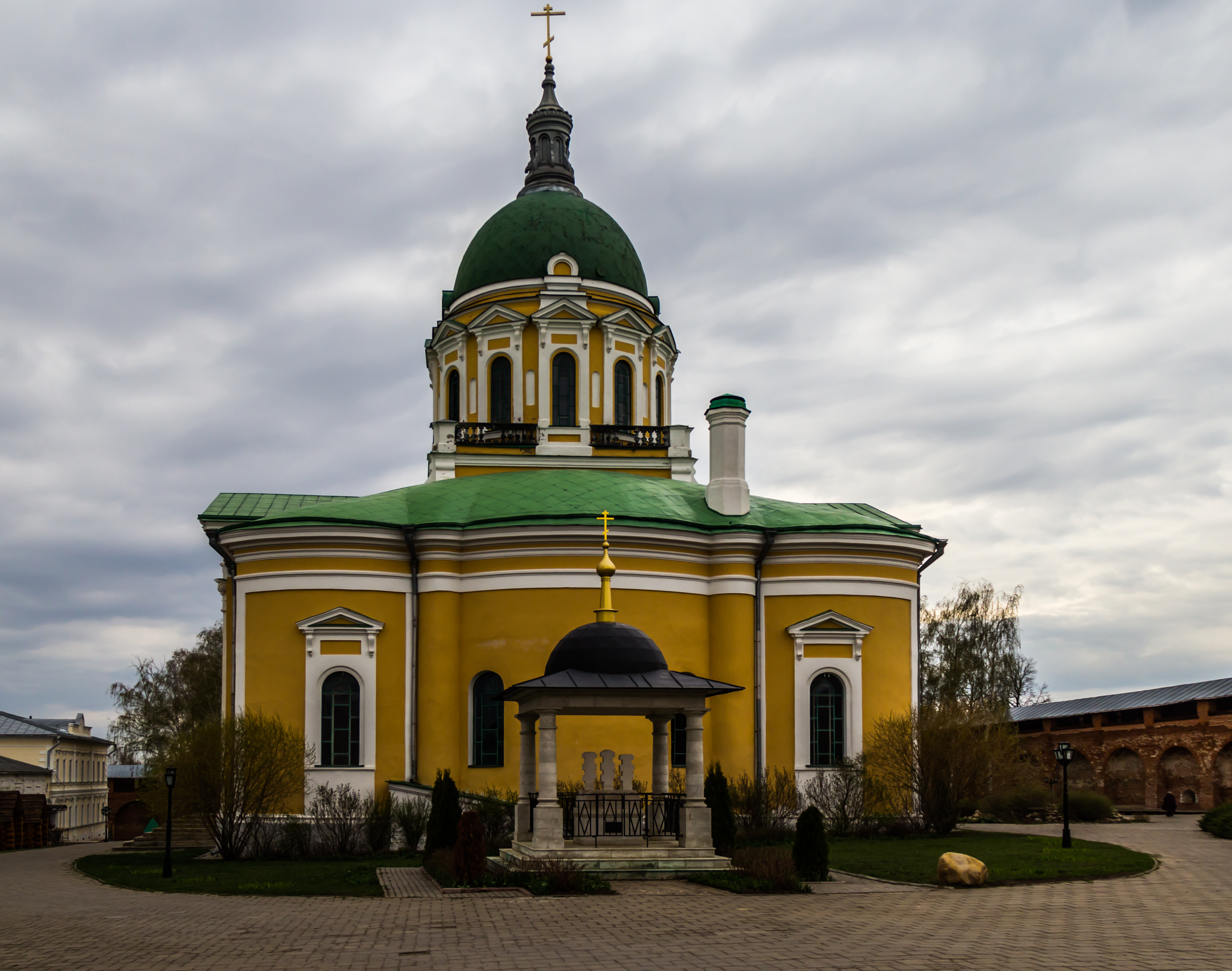
Усыпальница князя Фёдора, его сына Ивана и жены Евпраксии (на переднем плане) у Собора Усекновения Главы Иоанна Предтечи. Зарайск

К моменту получения известий о гибели сына Юрий Ингваревич Рязанский собрал в столице княжества войска, на помощь ему пришли князья с дружинами из Пронска и Мурома. Убийство рязанского княжича могло иметь целью спровоцировать Юрия Инваревича на вывод войска в поле, не дожидаясь войска Владимиро-Суздальского княжества, которое под командованием князя Всеволода Юрьевича отправилось на помощь рязанцам. Таким образом, перебив рязанское посольство, Батый вынудил русские рати вступать в бой по отдельности. По мнению советского и российского военного историка В. В. Каргалова, рязанское войско пошло к границе княжества, чтобы усилить пограничные гарнизоны и не допустить прорыва противника в свои земли. Историк Д. И. Иловайский писал, что «рязанские князья соединили свои дружины и направились к берегам Воронежа, вероятно, с целью сделать рекогносцировку». Он отмечал, что затем рязанский князь отвёл дружины в укреплённые города.

## Битва
Точное место сражения неизвестно. В. В. Каргалов писал: «Батый, перебив посольство князя Фёдора, стремительно вторгся в пределы Рязанского княжества. Где-то „у предел Рязанских“ произошла битва объединённого рязанского войска с полчищами Батыя».
«Повесть о разорении Рязани Батыем» в числе участников битвы называет имена рязанских князей, не всегда совпадающие с историческими. Кроме Юрия Ингваревича в битве сражался его брат Олег, а также муромские князья Юрий Давыдович и Олег Юрьевич.
И источники, и исследователи отмечают, что битва была упорной и кровопролитной, её исход долго был неясен. «Повесть» так описывает сражение:
И напал на Батыя, и начали биться с упорством и мужеством. И была сеча жестока и ужасна, и многие воины сильных Батыевых полков пали. И увидел царь Батый, что воинство рязанское беззаветно и мужественно сражается, и испугался. Да против гнева Божия кто устоит? А у Батыя войск великое множество: один <рязанец> бьется с тысячей, а два — со тьмою. Увидел князь великий гибель <в бою> брата своего Давыда Ингоревича и воскликнул: «О братия моя милая! Князь Давыд, брат наш, раньше нас чашу смертную испил, а мы ли этой чаши не пьем?!» Поменяли коней и начали биться усердно, со многими сильными полками Батыевыми воюя, храбро и мужественно сражаясь, так что все войска татарские подивились твердости и мужеству рязанского воинства. И едва одолели их сильные полки татарские.
В тексте «Повести» содержится указание на прорыв рязанцами строя некоторых монгольских полков. По сведениям разных летописей, Юрий рязанский погиб или уже в этой битве, или затем при обороне Рязани или даже затем в плену в районе Пронска.

## Дальнейшие события
После битвы армия Батыя двинулась вдоль реки Прони, уничтожая города и села. Были разрушены Пронск, Белгород-Рязанский, Воронеж, Дедославль и другие города. Затем Батый повел войска к Рязани. Согласно русским летописям, его передовые разъезды подошли к городу 16 декабря 1237 года. В Рязани не было сильного гарнизона, княжеская дружина и городской полк пали в битве на реке Воронеж. Город обороняли немногочисленные уцелевшие в той битве воины, личная охрана княжеской семьи, жители города и окрестных сёл. После нескольких дней осады город пал. Согласно «Повести о разорении Рязани Батыем», в церквях монголы перебили укрывшихся там людей, в том числе и семью князя Юрия Ингваревича. Население города было истреблено, сама Рязань была сожжена. «Повесть» так описала итог гибели города:
И не осталось во граде ни одного живого, все заодно погибли и одну на всех чашу смертную испили. Не осталось там ни стонущего, ни плачущего: ни отца и матери по детям, ни ребенка по отцу и по матери, ни брата по брату, ни по родным, но всё вместе мертвыми лежали. И всё это случилось за грехи наши!»
Рязань после этого в прежнем виде уже не восстановилась. В. П. Даркевич отмечал, что несмотря на сообщения «Повести о разорении Рязани Батыем» о том, что Ингварь Ингваревич «обновил землю Рязанскую, и церкви поставил, и монастыри построил, и пришельцев утешил, и людей собрал», археологические раскопки показали, что после катастрофы интенсивная жизнь в городе не возобновлялась. Археологическая экспедиция, изучавшая Старую Рязань (городище на месте столицы Великого Рязанского княжества), не обнаружила там культурного слоя послемонгольского времени. Только в южной части городища было найдено несколько усадеб, датируемых XVII столетием.
Вскоре после уничтожения Рязани столица княжества была перенесена в Переяславль-Рязанский, который с 1778 года стал по указу Екатерины II именоваться Рязанью.